# Diarthrodes drachi
Diarthrodes drachi är en kräftdjursart. Diarthrodes drachi ingår i släktet Diarthrodes och familjen Thalestridae. Inga underarter finns listade i Catalogue of Life.